# Келли, Эдди
Эдвард Патрик Келли (англ. Edward Patrick Kelly; род. 7 февраля 1951, Глазго) — шотландский футболист, полузащитник.

## Карьера

### Клубная карьера
Во взрослом футболе дебютировал в 1969 году в клубе «Арсенал». Его первый выход на поле состоялся 6 сентября 1969 года в матче против команды клуба «Шеффилд Уэнсдей». В своём первом сезоне Келли принял участие в 16 матчах, забив гол в ворота «Андерлехта» в финале Кубка ярмарок 1969/70.
Травма помешала Келли провести два сезона в «Арсенале», но он почти смог стать постоянным игроком команды. Он был назначен капитаном клуба в возрасте 23 лет, но потерял своё место уже в следующем сезоне.
В сентябре 1976 года Келли покинул «Арсенал», став игроком клуба «Куинз Парк Рейнджерс», где отыграл менее сезона. Летом 1977 года он перешёл в «Лестер Сити». В 1978 году клуб попал во Второй дивизион, но затем вновь был повышен. 
В 1980 году Келли перешёл в «Ноттс Каунти», а спустя год вернулся в «Лестер». С 1983 по 1984 год выступал за «Кеттеринг Таун», проведя в его составе всего один матч. Завершил карьеру футболиста в 1986 году в клубе «Торки Юнайтед».

### Карьера в сборной
За годы своей игровой карьеры Келли выступал за сборные Шотландии до 19 и до 23 лет.

## Личная жизнь
В настоящее время Келли проживает в городе Торки, Англия.

## Достижения
«Арсенал»
- Чемпион Первого дивизиона Футбольной лиги: 1970/71[3]
- Обладатель Кубка Англии: 1970/71[3]
- Обладатель Кубка ярмарок: 1969/70[4]